# Variante Este de Valladolid
La Variante Este de Valladolid o Variante de Mercancías de Valladolid es una vía férrea de 17,5 km de longitud, con plataforma para vía doble, apta para 140 km/h (pese a que se anunció para 160 km/h) y que se encuentra en fase de construcción. La motivación de esta línea es que el proyecto de integración ferroviaria en Valladolid basado en soterramiento no preveía tener ancho ibérico en la estación de Valladolid - Campo grande (solo ancho internacional), haciendo necesaria una variante para dar continuidad a los servicios en ancho ibérico de pasajeros y de mercancías. Finalmente dicho proyecto se canceló y fue reemplazado por otra integración pero en superficie, dicha integración conserva el ancho ibérico para trenes de pasajeros dejando los de mercancías por la variante.

## Descripción
La línea comenzará al sur de Valladolid, en el Puesto de banalización de Arcas Reales, en el kilómetro 242,487 de la línea convencional Madrid-Hendaya. Transcurrirá paralela a la autovía VA-30. Cerca del páramo de San Isidro, en el kilómetro 8,104 está el denominado por ADIF como CTT Valladolid-Fuente Amarga, también conocido como Nuevo Complejo Ferroviario de Valladolid, donde se han instalado los nuevos talleres. Tendrá 70 hectáreas y está previsto que comprenda las siguientes instalaciones:
-Terminal de mercancías, compuesta por un haz de ordenación de 16 vías de 750 metros de longitud útil, 5 vías bajo grúa pórtico y otras 3 vías vivas con playas de carga y descarga.
-Instalaciones de las derivaciones particulares existentes en la actualidad en Tres Hermanos y en La Esperanza.
-TCR, Taller Central de Reparaciones de Mantenimiento Integral de Trenes de Renfe.
-Redalsa, actualmente en La Esperanza y dedicada a la fabricación de barra larga soldada.

Sorteará un paso entre el Cerro de San Cristóbal y el polígono industrial homónimo con un túnel de unos dos kilómetros de longitud. Además, la línea tiene una bifurcación hacia FASA-Renault por la vía del antiguo ferrocarril Valladolid-Ariza. La variante termina cerca de Tres Hermanos, en el kilómetro 255,966 de la línea convencional Madrid-Hendaya, allí también se encuentra la nueva Bifurcación Canal del Duero, en el kilómetro 186,621 de la nueva Línea de alta velocidad Valladolid-Palencia-León.
La nueva infraestructura dispondrá de diez viaductos, cinco pasos inferiores y cuatro superiores así como una pasarela peatonal.

### Viaducto de los Tramposos
Sobre la carretera Nacional 601 (León-Madrid) en su enlace con la circunvalación VA-30, se alzará, con 45 vanos y una longitud de 1.130,5 metros, el Viaducto de los Tramposos, El cual se convertirá en el puente más largo de la provincia de Valladolid.
Los pilares que sustentarán dicho viaducto están construidos y, tras varios años con la obra paralizada, en verano de 2018 se retomó, con varias paralizaciones por el camino.

## Historia
En 2008 se adjudicó el contrato para la construcción de la plataforma de la Variante Este de la Reforma Arterial Ferroviaria de Valladolid con una longitud de 17,5 km y un presupuesto de más de 108 millones de euros.
En agosto de 2009 comenzaron las obras de los talleres, cuando la Variante llevaba ya dos años en obras.
Las primeras fechas oficiales anunciadas dejaban la inauguración de la variante en marzo de 2011, coincidiendo con unas elecciones municipales. 
La crisis económica ha hecho que las obras de la variante se paralizaran en su tramo sur. sin embargo, según el exalcalde de Valladolid, Javier León de la Riva, los talleres Renfe se inaugurarán a finales del año 2014, tras varios años de retraso, para poder comenzar a ejecutar las obras de soterramiento del ferrocarril en el centro de la ciudad. Las obras en el tramo Talleres-Nudo Norte están acabadas una vez que en el mes de junio de 2014 se conectó la línea Férrea Madrid-Hendaya a este desvío en el nudo norte.
En verano de 2018 se retomaron las obras y está prevista la conclusión de todos los tramos durante el año 2026.

## Acceso por el lado norte
Desde el 16 de abril de 2016 está dado de alta el enclavamiento para acceder al Nuevo Complejo Ferroviario desde el acceso norte. Gracias a la nueva vía única de ancho mixto, con una longitud de 9,854 km hasta una topera, y que comienza en la nueva Bifurcación Canal del Duero, pueden acceder tanto los trenes con ancho ibérico procedentes de la estación de Valladolid-Campo Grande por la línea convencional Madrid-Hendaya, como los de ancho estándar procedentes de la misma estación, pero por la Línea de alta velocidad Valladolid-Palencia-León; la distancia desde el complejo hasta la estación es de 15,133 km. Para el acceso de trenes eléctricos cuenta con catenaria bivalente, también conocida coloquialmente como catenaria conmutable, y que como su propio nombre indica permite la conmutación entre 3 kV en CC y 25 kV en CA, según se necesite en cada momento, de forma relativamente sencilla. La vía de ancho mixto recorre además 243 metros de la línea Madrid-Hendaya para permitir el acceso desde la línea de alta velocidad, para lo cual dispone de un cambiador de hilo.